# André Calisir
André Jack Calisir (Estocolmo, Suecia, 13 de junio de 1990) es un futbolista sueco-armenio. Juega de defensa y su equipo es el IF Brommapojkarna de la Allsvenskan.

## Trayectoria
Comenzó su carrera en las inferiores del Djurgården IF. Debutó con el primer equipo el 9 de mayo de 2010 contra el Örebro SK.
En 2021 fichó por el Silkeborg IF de la Primera División de Dinamarca.

## Selección nacional
Es internacional absoluto con la selección de Armenia desde el año 2018.
Nacido en Suecia, es descendiente de armenios y asirios. Y aunque jugó con Suecia en la categoría sub-18, en mayo de 2018 decidió jugar para el seleccionado armenio.

## Clubes
| Club                           | País      | Año       |
| ------------------------------ | --------- | --------- |
| Djurgårdens IF                 | Suecia    | 2007-2011 |
| Skellefteå FF (préstamo)       | Suecia    | 2009      |
| Jönköpings Södra IF (préstamo) | Suecia    | 2011      |
| Jönköpings Södra IF            | Suecia    | 2012-2017 |
| IFK Göteborg                   | Suecia    | 2018-2020 |
| Apollon Smyrnis                | Grecia    | 2021      |
| Silkeborg IF                   | Dinamarca | 2021-2023 |
| IF Brommapojkarna              | Suecia    | 2023-     |